# Susgun-Kultur
| Prähistorische Kulturen Russlands |                         |
| Mittelsteinzeit                   |                         |
| Kunda-Kultur                      | 7400–6000 v. Chr.       |
| Jungsteinzeit                     |                         |
| Bug-Dnister-Kultur                | 6500–5000 v. Chr.       |
| Dnjepr-Donez-Kultur               | 5500–4000 v. Chr.       |
| Sredny-Stog-Kultur                | 4500–3500 v. Chr.       |
| Jekaterininka-Kultur              | 4300–3700 v. Chr.       |
| Kammkeramische Kultur             | 4200–2000 v. Chr.       |
| Fatjanowo-Kultur                  | um 2500 v. Chr.         |
| Kupfersteinzeit                   |                         |
| Nordkaspische Kultur              |                         |
| Kurgankultur                      | 5000–3000 v. Chr.       |
| Samara-Kultur                     | um 5000 v. Chr.         |
| Chwalynsk-Kultur                  | 5000–4500 v. Chr.       |
| Botai-Kultur                      | 3700–3100 v. Chr.       |
| Jamnaja-Kultur                    | 3600–2300 v. Chr.       |
| Afanassjewo-Kultur                | 3500–2500 v. Chr.       |
| Ussatowe-Kultur                   | 3300–3200 v. Chr.       |
| Glaskowo-Kultur                   | 3200–2400 v. Chr.       |
| Bronzezeit                        |                         |
| Poltavka-Kultur                   | 2700–2100 v. Chr.       |
| Potapovka-Kultur                  | 2500–2000 v. Chr.       |
| Katakombengrab-Kultur             | 2500–2000 v. Chr.       |
| Abaschewo-Kultur                  | 2500–1800 v. Chr.       |
| Sintaschta-Kultur                 | 2100–1800 v. Chr.       |
| Okunew-Kultur                     | um 2000 v. Chr.         |
| Samus-Kultur                      | um 2000 v. Chr.         |
| Andronowo-Kultur                  | 2000–1200 v. Chr.       |
| Susgun-Kultur                     | um 1700 v. Chr.         |
| Srubna-Kultur                     | 1600–1200 v. Chr.       |
| Kolchis-Kultur                    | 1700–600 v. Chr.        |
| Begasy-Dandybai-Kultur            | um 1300 v. Chr.         |
| Karassuk-Kultur                   | um 1200 v. Chr.         |
| Ust-Mil-Kultur                    | um 1200–500 v. Chr.     |
| Koban-Kultur                      | 1200–400 v. Chr.        |
| Irmen-Kultur                      | 1200–400 v. Chr.        |
| Spätirmen-Kultur                  | um 1000 v. Chr.         |
| Plattengrabkultur                 | um 1300–300 v. Chr.     |
| Aldy-Bel-Kultur                   | 900–700 v. Chr.         |
| Eisenzeit                         |                         |
| Baitowo-Kultur                    |                         |
| Tagar-Kultur                      | 900–300 v. Chr.         |
| Nosilowo-Gruppe                   | 900–600 v. Chr.         |
| Ananino-Kultur                    | 800–300 v. Chr.         |
| Tasmola-Kultur                    | 700–300 v. Chr.         |
| Gorochowo-Kultur                  | 600–200 v. Chr.         |
| Sagly-Baschi-Kultur               | 500–300 v. Chr.         |
| Jessik-Beschsatyr-Kultur          | 500–300 v. Chr.         |
| Pasyryk-Stufe                     | 500–300 v. Chr.         |
| Sargat-Kultur                     | 500 v. Chr.–400 n. Chr. |
| Kulaika-Kultur                    | 400 v. Chr.–400 n. Chr. |
| Tes-Stufe                         | 300 v. Chr.–100 n. Chr. |
| Schurmak-Kultur                   | 200 v. Chr.–200 n. Chr. |
| Taschtyk-Kultur                   | 100–600 n. Chr.         |
| Tschernjachow-Kultur              | 200–500 n. Chr.         |

Die Susgun-Kultur ist eine mittelbronzezeitliche Kultur, die etwa während der ersten Hälfte des 2. Jahrtausends v. Chr. an der Mündung des Irtysch in den Ob im nördlichen Sibirien bestand. Sie wurde nach dem Fundort Susgun bei Tobolsk benannt und entstand aus der vorangehenden Predsusgun-Kultur, zeigt aber auch deutliche Einflüsse aus der in Südsibirien verbreiteten Andronowo-Kultur.
In der Keramik finden sich Trichterrandgefäße, für die eine Verzierung mit Grübchenreihen und Kammabdrücken charakteristisch ist, wodurch die Susgun-Kultur Beziehungen zu seinen Vorgängern und unmittelbaren Nachbarn zeigt. Jedoch kommen auch geometrische Motive vor, die sonst für die Andronowo-Kultur typisch sind.
Als Werkstoff ist hauptsächlich Knochen nachweisbar; Bronzemetallurgie lässt sich durch entsprechende Werkzeugfunde ebenfalls nachweisen. Erwähnenswert sind einige menschliche Figuren aus Knochen.
Die Siedlungen bestanden aus rechteckigen Grubenhäusern; die wichtigste Stellung in der Wirtschaft nahm die Pferdezucht ein, Rinder, Schafe und Ziegen folgten mit Abstand; auch Jagd und Fischerei hatten noch eine maßgebliche Stellung.
Die Susgun-Kultur setzte sich mit einzelnen Veränderungen in der spätbronzezeitlichen Spätsusgun-Kultur kontinuierlich fort.